# Aliacmone (divinità)
Aliacmone (o Aliacmon, in greco antico: Ἁλιάκμων) nella mitologia greca era figlio di Oceano e Teti.  Era una divinità minore fluviale chiamato Potamoi, dell'eponimo fiume Aliacmone (di suo dominio), nella Macedonia.  In altre tradizioni mitologiche egli era figlio di Palestino e nipote di Poseidone.